# Tuaoloina Solofa
Tuaoloina Solofa (27 luglio 1982) è un calciatore samoano americano, di ruolo centrocampista.